# Polarekspeditioner
Ved polarekspeditioner forstås rejser foretagne i det polare område, ikke blot for at nå selve Nordpolen eller Sydpolen, men tillige for at udforske andre egne inden for den nordlige polarkreds (66° 32′ n. Br.) eller den sydlige polarkreds.

## Typer
Man skelner i hovedsagen imellem:
- Ekspeditioner til Nordpolen og Arktis
- Ekspeditioner til Sydpolen og Antarktis
- Ekspeditioner til og gennem Nordvestpassagen
- Ekspeditioner til og gennem Nordøstpassagen
- Ekspeditioner til og over Grønland.

Desuden kan udskilles ekspeditioner til Svalbard og andre steder i det arktiske eller antarktiske område.

## Formål
Sådanne ekspeditioner kan have flere formål:
- kartografiske, det vil sige at kortlægge landområders udstrækning og nærmere udformning,
- klimatiske, det vil sige at undersøge temperatur-, vind-, nedbørsforhold og lignende,
- arkæologiske, det vil sige at søge efter fortidslevn fra menneskelig beboelse og virke,
- etnologiske, det vil sige at studere den stedlige befolknings levevis, sædvaner og åndsliv, herunder sprog,
- geologiske, det vil sige at kortlægge geologiske formationers form og udstrækning samt indhold af mulige mineraler og lignende,
- botaniske, det vil sige at studere plantevæksten,
- zoologiske, det vil sige at studere dyrelivet.

Ved siden af disse formål kan der være andre så som at finde egnede besejlingsruter, steder egnede til jagt (fx hvaler, pelsdyr og lignende) eller anden ressourceudnyttelse, steder egnede til havne og anden form for overvintring og bosættelse samt slet og ret at lægge beslag på områder, der ikke tilhører andre stater. I nyere tid har en del polarekspeditioner nærmest haft præg af sportspræstationer eller udholdenhedsprøver for deltageren eller deltagerne.
Sædvanligvis henregnes til polarekspeditioner kun sådanne som foretages fra steder, der ikke selv ligger i de polare områder omend der også herfra i nyere tid kan udgå forskningsekspeditioner, således er ekspeditioner inden for SILA til grønlandske områder gjort i fællesskab mellem Nationalmuseet i København og Grønlands Nationalmuseum og Arkiv i Nuuk (Godthåb).

## Oversigt
Historisk begyndte polarekspeditionerne i slutningen af 1400-tallet, men først i de følgende århundreder fik de en mere systematisk karakter, og her førte især England og Nederlandene an, men også andre lande deltog. For Danmarks vedkommende markerede Hans Egedes rejse til Grønland et vendepunkt i landets virksomhed inden for dette område, og fra anden halvdel af 1800-tallet og indtil nutiden har dansk virke inden for polarekspeditioner foregået med styrke. Størstedelen af den danske virksomhed har været rettet mod Grønland omend også andre områder, især til Nordamerika, lige som Vitus Berings berømmelige ekspedition til farvandet mellem Sibirien og Alaska, der siden har båret navnet Beringstrædet, er navnkundige.
Andre lande, ikke mindst England, USA, Norge og Rusland (hvorunder i denne sammenhæng må regnes det tidligere Sovjetunionen) har gjort ekspeditioner såvel til Nordpolen og Arktis som til Sydpolen og Antarktis.

## Polarstationer
I løbet af det 20. århundrede er de egentlige polarekspeditioner i vid udstrækning blevet suppleret med en vedvarende tilstedeværelse på faste polarforskningsstationer, dette gælder ikke mindst Antarktis samt på Grønland.